# Андрей Райчев
Андрей Венцелов Райчев е български социолог и бизнесмен.

## Биография
Син е на Венцел Райчев и Кира Андрейчина. Внук на Георги Андрейчин. Брат на журналиста Владимир Райчев, съосновател на пресгрупа „168 часа“ заедно с Петьо Блъсков, Радостина Константинова, Емил Петков, Драгомир Василев.
Завършва философия и социология в Софийския държавен университет. Кандидат на философските науки (днес – доктор) с дисертация на тема „Категорията „социална ситуация“ в изследването на елементарните социални процеси и структури“ (1983). Старши научен сътрудник II степен в БАН (1986).
Един от собствениците на „Галъп интернешънъл – България“. Заедно с Красимир Гергов и Кънчо Стойчев притежава също бизнес, свързан със строителство на хотели и голф игрища. Заедно с Кънчо Стойчев е собственик на голф игрището „Блек Си Рама“.
През 1998 г. и през 2003 г. заедно с Кънчо Стойчев продават мажоритарен дял от вестник „Сега“. Издават още списанията „Наш дом“, „Жената днес, „Кухнята“.
Андрей Райчев е автор на „Привилегировани гледни точки“. През 2008 г. съавторство с Кънчо Стойчев издава книгата „Какво се случи“, в която интерпретира т.нар. „български преход“ и обявява неговия край.
На 1 юни 2009 г. Софийският районен съд произнася осъдителна присъда срещу Андрей Райчев за клевета срещу Волен Сидеров, като му налага най-тежкия размер административна глоба за това деяние – 1000 лв.
Женен за журналистката Виза Недялкова и имат четири дъщери. Баща на Венезия (Виза) Недялкова е генерал-лейтенант Никола Недялков от с. Алтимир, бивш началник на Военна академия, началник на Военното разузнаване и заместник-началник на Генералния щаб на БНА, а нейна майка е Стела Авишай.

## Политически възгледи
В интервю на Светослав Николов за изданието Business Post от 4 октомври 2006 г. Андрей Райчев се изказва по следния начин за национализма:
| „ | През ХХІ век национализмът е вече чисто и просто гнойно образувание. Това не значи да не се обича страната, но на фона на този нов свят, през ХХІ в. да пробутваш някакви неща с два века закъснение, води само до ужасни работи. | “ |